# Pierre-Yves Rougeyron
Pour les articles homonymes, voir Rougeyron.
Pierre-Yves Rougeyron, né le 5 mai 1986 au Mans est un essayiste et un militant politique assimilé à la droite radicale et souverainiste. Il est chroniqueur, éditeur, directeur de revue et de collection littéraire.

## Biographie
Originaire de Saint-Aubin-de-Courteraie, dans le département de l’Orne en Normandie, il se dit politisé très tôt par une famille de tradition gaulliste.[réf. nécessaire]
Il effectue ses études secondaires à Mortagne-au-Perche toujours dans l’Orne et s’installe à Paris en 2004. Il affiche à cette époque une proximité avec Paul-Marie Coûteaux, qu’il décrit comme son « premier patron politique ».[source insuffisante]
En 2008, avec l’aide de Romain Bessonnet, ancien militant du Parti communiste français et du Mouvement républicain et citoyen : il fonde et préside le Cercle Aristote, une organisation d’éducation populaire souverainiste qui organise des conférences,. Bessonnet en est le Secrétaire général.
Par ailleurs, il collabore à l'époque avec Serge Ayoub, figure de l’extrême droite et ancien dirigeant des Jeunesses nationalistes révolutionnaires. Son rapprochement avec Serge Ayoub,  ancienne figure skinhead, – ainsi qu’avec des personnalités comme Alain Soral – est également mentionné dans un blog du Monde.
En 2009, il obtient une maîtrise en science politique de l'Université Paris II-Assas, puis en 2011 un diplôme de la toute jeune École de guerre économique, fondée par Christian Harbulot, spécialisé en intelligence économique, suivi d’un Master 2 Économie du développement à l’École des hautes études en sciences sociales (EHESS),.[source insuffisante]
En 2010, il fonde avec Charles Aslangul alors jeune membre de l’UMP et actuel maire de Bry-sur-Marne, un comité de soutien à Éric Zemmour qui doit passer en jugement pour incitation à la haine en raison de l'origine ou de l'appartenance ou de la non-appartenance à une ethnie, une nation, une race ou une religion déterminée après des écrits dans son livre Mélancolie française et prononcée dans une émission de télé.
En 2011, dans un reportage de France 3 sur Les nouveaux polémistes, il est présenté comme membre de l’association Les Amis d'Éric Zemmour. D’après Rudy Reichstadt et Sofian Aissaoui, il en serait président,.
De 2014 à 2018, il est l’un des attachés parlementaires, du député européen, RBM, Jean-Luc Schaffhauser,,.
Depuis 2021, il contribue à la revue de Michel Onfray Front populaire sur des thèmes comme la géostratégie et la politique française. Il anime depuis 2022 sur la web télé FP+, une émission bi-hebdomadaire avec l’économiste Jacques Sapir, qui aborde les grandes questions internationales. Depuis cette même année, il intervient régulièrement sur Sud Radio en particulier dans l’émission : Bercoff dans tous ses états.[réf. nécessaire]
En mai de la même année, il cosigne avec Charles Gave, Guillaume Bigot, et Florian Philippot une tribune pour établir le référendum d’initiative citoyen (RIC), mis à l’honneur par le mouvement des gilets jaunes et appeler au respect du référendum de 2005.
En janvier 2024, il cosigne avec entre autres l’ancien ministre Luc Ferry, l’essayiste Jeannette Bougrab ou l’écrivain Éric Naulleau, l’initiative du philosophe et essayiste Daniel Salvatore Schiffer la tribune de soutien à l’écrivain Sylvain Tesson après qu’une pétition a appelé à sa suspension comme parrain de l'édition 2024 du Printemps des poètes.
Début avril 2024, Pierre-Yves Rougeyron annonce se joindre à Florian Philippot et Jean-Frédéric Poisson sur la liste L’Europe ça suffit ! pour les élections européennes, en cinquième position sur la liste,,,,.

### Cercle Aristote
Créé en 2008, le Cercle Aristote est une association qui « organise des rencontres entre intellectuels, philosophes, économistes sur la géostratégie, la philosophie, l’économie et la société française contemporaine » ainsi que des débats et conférences consacrés à l'étude de l'histoire et de des pensées politiques et en particulier du souverainisme,.
Au sein de la maison d'édition Jean-Cyrille Godefroy, Pierre-Yves Rougeyron est le directeur de La collection Cercle Aristote.
Le Cercle Aristote se structure en cercles locaux dit de provinces, qui reprennent le nom de grandes figures rattachées à la souveraineté en France avec des liens plus ou moins fort avec le Cercle Aristote originel comme le Cercle Gutenberg à Strasbourg, le Cercle Maupeou de Montpellier, le Cercle Jean Bodin à Lyon ou le Cercle Jean Mermoz à Toulouse,...[source insuffisante]
Le député européen RN et ancien directeur national du Rassemblement national de la jeunesse Pierre-Romain Thionnet révèle avoir fréquenté le Cercle Aristote lors de son arrivée à Paris en 2014, et assisté aux conférences hebdomadaires chaque lundi.

### Perspectives Libres
Perspectives Libres est une maison d’éditions fondée en janvier 2010 qui a publié entre autres des auteurs comme l'ingénieur en physique nucléaire et député français élu sous l’étiquette RN Maxime Amblard, l’économiste Philippe Murer ou encore le philosophe Denis Collin.
En 2011, Pierre-Yves Rougeyron lance la revue Perspectives Libres et en devient le directeur de publication. Marcel H. Van Herpen qualifie en 2015 les articles de la revue de « tendanciellement eurosceptique ».

## Idées
Il se revendique proche des analyses de Nicolas Dupont-Aignan et de son parti Debout la France, de Florian Philippot et de son parti Les Patriotes, de l'UPR de François Asselineau, et de République Souveraine.[source insuffisante]
Dans un article de 2023 au magazine suisse Le Regard Libre, où il revient sur son travail au parlement européen de 2014 à 2018, il dit de pas croire à proprement parler à un entrisme woke au sein des institutions de l’UE et d’ajouter que « le wokisme n’a pas besoin de forcer la porte des institutions européennes » mais qu'il existe un terreau fertile pour son développement au sein de celles-ci depuis le début des années 2000.[pertinence contestée]
En octobre 2022, Alexandre de Galzain du mensuel Causeur estime que Pierre-Yves Rougeyron serait un « souveraino-tiers-mondiste ».[source insuffisante]

## Proximité avec la Russie
En 2014, La Lettre accuse Pierre-Yves Rougeyron et Cercle Aristote d’être liés à la Russie. Cette accusation est reprise par Cécile Vaissié dans son ouvrage Les réseaux du Kremlin en France, sorti en 2016.

## Publications
- 2011 - participation à la rédaction de la revue Perspectives libres
- Enquête sur la loi du 3 janvier 1973, Paris, Le Jardin des Livres, 233 p., 2013  (ISBN 978-2914569606)
- Direction de l’ouvrage, Pourquoi combattre ?, Paris, Perspectives Libres, 992 p., 2019  (ISBN 979-1090742482)